# Afonso Fernandes
José Afonso Vasconcelos Fernandes (Sena Madureira, 02 de junho de 1962), é Deputado Estadual eleito pelo estado do Acre, sendo filiado ao Partido Liberal (PL). 

## Biografia
Concorreu pela primeira vez à Deputado Federal do Acre, pelo PMDB em 1998, aonde terminou como suplente, tendo 1.732.
Concorreu à Vereador em 2000, pelo PPS, atingindo a suplência.
foi candidato à Deputado Estadual em 2002, atingindo a suplência.
Ficou como Supente na eleição de vereador de 2004 e 2008.
Ficou como Suplente de Deputado Federal em 2014.
Atingiu a Suplência de Rio Branco novamente em 2016.
Ficou Novamente como Suplente de Deputado Estadual em 2018.
Perdeu a Eleição Para Prefeitura de Rio Branco em 2020, aonde concorreu como vice-prefeito.
Nas Eleições de 2022, foi eleito Deputado Estadual com 5.731 votos. 